# DDR-Fußball-Liga 1955
Die Saison 1955 war die sechste Spielzeit der DDR-Liga. Es handelte sich um eine Übergangsrunde, da die Meisterschaft ab 1956 nach sowjetischem Vorbild an das Kalenderjahr angeglichen und deswegen die Zeit zwischen dem Saisonende 1954/55 im Sommer 1955 und dem Beginn der Saison 1956 im Frühjahr überbrückt werden sollte. Es wurden lediglich 13 Spieltage ausgetragen, bei denen weder ein offizieller Meister oder Aufsteiger noch Absteiger ermittelt wurden. Die Übergangsrunde wurde von Fortschritt Meerane gewonnen.

## Saisonüberblick

### Modus
Gespielt wurde nach dem Modus „Jeder gegen Jeden“ in einer einfachen Runde, in dem jede Mannschaft sechs Heim- und Auswärtsspiele sowie ein Spiel auf einem neutralen Platz bestritt.

### Abschlusstabelle
| Pl. | Mannschaft                  | Sp. | S | U | N | Tore    | Quote | Punkte |
| --- | --------------------------- | --- | - | - | - | ------- | ----- | ------ |
| 1.  | BSG Fortschritt Meerane (A) | 13  | 7 | 4 | 2 | 027:150 | 1,80  | 18:80  |
| 2.  | BSG Motor Nordhausen-West   | 13  | 7 | 3 | 3 | 031:210 | 1,48  | 17:90  |
| 3.  | BSG Motor Dessau            | 13  | 6 | 5 | 2 | 029:230 | 1,26  | 17:90  |
| 4.  | SC Chemie Halle-Leuna (A)   | 13  | 7 | 2 | 4 | 035:230 | 1,52  | 16:10  |
| 5.  | SC Motor Jena               | 13  | 7 | 2 | 4 | 030:200 | 1,50  | 16:10  |
| 6.  | SC Wissenschaft Halle       | 13  | 6 | 4 | 3 | 031:210 | 1,48  | 16:10  |
| 7.  | BSG Motor Mitte Magdeburg   | 13  | 6 | 2 | 5 | 033:200 | 1,65  | 14:12  |
| 8.  | BSG Motor Altenburg         | 13  | 6 | 2 | 5 | 025:230 | 1,09  | 14:12  |
| 9.  | BSG Wismut Gera             | 13  | 4 | 3 | 6 | 023:290 | 0,79  | 11:15  |
| 10. | BSG Chemie Agfa Wolfen      | 13  | 3 | 4 | 6 | 022:260 | 0,85  | 10:16  |
| 11. | BSG Empor Wurzen            | 13  | 3 | 3 | 7 | 017:240 | 0,71  | 09:17  |
| 12. | BSG Chemie Zeitz            | 13  | 3 | 3 | 7 | 018:340 | 0,53  | 09:17  |
| 13. | BSG Chemie Glauchau         | 13  | 4 | 0 | 9 | 028:390 | 0,72  | 08:18  |
| 14. | BSG Aufbau Großräschen      | 13  | 3 | 1 | 9 | 018:490 | 0,37  | 07:19  |

| (A) Absteiger aus der DDR-Oberliga 1954/55 |

### Kreuztabelle
Die Kreuztabelle stellt die Ergebnisse aller Spiele dieser Übergangsrunde dar. Die Heimmannschaft ist in der linken Spalte aufgelistet und die Gastmannschaft in der obersten Reihe.
| DDR-Liga 28. August 1955 – 11. Dezember 1955 | DDR-Liga 28. August 1955 – 11. Dezember 1955 | BSG Fortschritt Meerane | BSG Motor Nordhausen-West | BSG Motor Dessau | SC Chemie Halle-Leuna | SC Motor Jena | SC Wissenschaft Halle | BSG Motor Mitte Magdeburg | BSG Motor Altenburg | BSG Wismut Gera | BSG Chemie Agfa Wolfen | BSG Empor Wurzen | BSG Chemie Zeitz | BSG Chemie Glauchau | BSG Aufbau Großräschen |
| -------------------------------------------- | -------------------------------------------- | ----------------------- | ------------------------- | ---------------- | --------------------- | ------------- | --------------------- | ------------------------- | ------------------- | --------------- | ---------------------- | ---------------- | ---------------- | ------------------- | ---------------------- |
| 01.                                          | BSG Fortschritt Meerane                      |                         | –                         | –                | 5:2                   | 1:1           | –                     | 2:1                       | 0:0                 | –               | –                      | –                | 5:1              | 2:1                 | –                      |
| 02.                                          | BSG Motor Nordhausen-West                    | 0:1                     |                           | –                | 3:7                   | –             | –                     | 4:3                       | –                   | –               | –                      | 3:1              | –                | 5:2                 | 5:0                    |
| 03.                                          | BSG Motor Dessau                             | 2:1                     | 1:1                       |                  | –                     | –             | 3:1                   | –                         | –                   | –               | 2:1                    | –                | 2:2              | –                   | 5:1                    |
| 04.                                          | SC Chemie Halle-Leuna                        | –                       | –                         | 2:2              |                       | 3:1           | 2:2                   | –                         | –                   | –               | 3:1                    | –                | 1:2              | 5:1                 | –                      |
| 05.                                          | SC Motor Jena                                | –                       | 1:2                       | 2:3              | –                     |               | 4:0                   | 1:0                       | 5:2                 | –               | –                      | –                | 4:0              | –                   | –                      |
| 06.                                          | SC Wissenschaft Halle                        | –                       | 2:2                       | –                | –                     | –             |                       | 5:3                       | 2:0                 | –               | –                      | 3:0              | –                | 4:1                 | 4:1                    |
| 07.                                          | BSG Motor Mitte Magdeburg                    | –                       | –                         | 4:1              | –                     | –             | –                     |                           | 2:0                 | 3:0             | –                      | 2:2              | –                | 2:1                 | 9:0                    |
| 08.                                          | BSG Motor Altenburg                          | –                       | –                         | 4:2              | 0:3                   | –             | –                     | –                         |                     | 2:0             | 4:1                    | 2:0              | –                | 4:3                 | –                      |
| 09.                                          | BSG Wismut Gera                              | 3:2                     | 2:2                       | 2:2              | 0:3                   | –             | 1:1                   | –                         | –                   |                 | –                      | –                | 3:1              | –                   | –                      |
| 10.                                          | BSG Chemie Agfa Wolfen                       | 0:0                     | 0:1                       | –                | –                     | 5:2           | 2:2                   | 1:1                       | –                   | 2:1             |                        | –                | –                | –                   | –                      |
| 11.                                          | BSG Empor Wurzen                             | 1:1                     | –                         | 1:1              | 2:0                   | 1:2           | –                     | –                         | –                   | 1:4             | 3:4                    |                  | –                | –                   | –                      |
| 12.                                          | BSG Chemie Zeitz                             | –                       | 1:0                       | –                | –                     | –             | 0:4                   | 0:1                       | 2:2                 | –               | –                      | 0:3              |                  | –                   | 6:1                    |
| 13.                                          | BSG Chemie Glauchau                          | –                       | –                         | –                | –                     | 1:3           | –                     | –                         | –                   | 4:2             | 2:1                    | 2:1              | 6:1              |                     | 3:6                    |
| 14.                                          | BSG Aufbau Großräschen                       | 2:5                     | –                         | –                | 2:1                   | 0:0           | –                     | –                         | 0:5                 | 2:3             | 3:2                    | –                | –                | –                   |                        |

Spiele auf neutralem Platz
| Datum           |                           | Ergebnis |                       | Spielort    |
| --------------- | ------------------------- | -------- | --------------------- | ----------- |
| So 28. August   | BSG Chemie Agfa Wolfen    | 2:2      | BSG Chemie Zeitz      | Naumburg    |
| So 02. Oktober  | BSG Fortschritt Meerane   | 2:1      | SC Wissenschaft Halle | Meuselwitz  |
| So 23. Oktober  | SC Motor Jena             | 4:2      | BSG Wismut Gera       | Saalfeld    |
| So 30. Oktober  | BSG Motor Mitte Magdeburg | 2:3      | SC Chemie Halle-Leuna | Halberstadt |
| So 11. Dezember | BSG Motor Nordhausen-West | 3:0      | BSG Motor Altenburg   | Apolda      |
| So 11. Dezember | BSG Motor Dessau          | 3:1      | BSG Chemie Glauchau   | Riesa       |
| So 11. Dezember | BSG Aufbau Großräschen    | 0:1      | BSG Empor Wurzen      | Senftenberg |

### Torschützenliste
|     | Spieler           | Mannschaft                                           | Tore |
| --- | ----------------- | ---------------------------------------------------- | ---- |
| 01. | Karl-Heinz Ilsch  | BSG Motor Dessau                                     | 15   |
| 02. | Norbert May       | SC Wissenschaft Halle                                | 09   |
| 02. | Klaus Büchner     | BSG Chemie Agfa Wolfen (6) SC Chemie Halle-Leuna (3) | 09   |
| 03. | Roland Ducke      | SC Motor Jena                                        | 08   |
| 03. | Günter Hirschmann | BSG Motor Mitte Magdeburg                            | 08   |
| 03. | Franz Marzahl     | BSG Motor Mitte Magdeburg                            | 08   |

### Zuschauer
In 91 Spielen kamen 473.300 Zuschauer (ø 5.201 pro Spiel) in die Stadien.
Größte Zuschauerkulisse
13.000 SC Chemie Halle-Leuna – SC Motor Jena (2. Spieltag)
Niedrigste Zuschauerkulisse
00.700 BSG Aufbau Großräschen – BSG Wismut Gera (11. Spieltag)
| Mannschaft                | Gesamt   | {\displaystyle \varnothing } | Heim   | {\displaystyle \varnothing } | Ausw.  | {\displaystyle \varnothing } | Neutral |
| ------------------------- | -------- | ---------------------------- | ------ | ---------------------------- | ------ | ---------------------------- | ------- |
| BSG Fortschritt Meerane   | 65.200   | 5.015                        | 37.000 | 6.167                        | 25.200 | 4.200                        | 3.000   |
| BSG Motor Nordhausen-West | 52.500   | 4.038                        | 23.700 | 3.950                        | 26.300 | 4.383                        | 2.500   |
| BSG Motor Dessau          | 90.300   | 6.946                        | 41.000 | 6.833                        | 47.500 | 7.917                        | 1.800   |
| SC Chemie Halle-Leuna     | 108.7000 | 8.362                        | 69.000 | 11.5000                      | 31.700 | 5.283                        | 8.000   |
| SC Motor Jena             | 80.900   | 6.223                        | 47.000 | 7.833                        | 28.900 | 4.817                        | 5.000   |
| SC Wissenschaft Halle     | 58.700   | 4.515                        | 19.700 | 3.283                        | 36.000 | 6.000                        | 3.000   |
| BSG Motor Mitte Magdeburg | 87.500   | 6.731                        | 51.000 | 8.500                        | 28.500 | 4.750                        | 8.000   |
| BSG Motor Altenburg       | 73.200   | 5.631                        | 36.000 | 6.000                        | 34.700 | 5.783                        | 2.500   |
| BSG Wismut Gera           | 58.200   | 4.477                        | 32.500 | 5.417                        | 20.700 | 3.450                        | 5.000   |
| BSG Chemie Agfa Wolfen    | 47.100   | 3.623                        | 13.300 | 2.217                        | 29.800 | 4.967                        | 4.000   |
| BSG Empor Wurzen          | 53.000   | 4.077                        | 18.000 | 3.000                        | 34.000 | 5.667                        | 1.000   |
| BSG Chemie Zeitz          | 73.000   | 5.615                        | 32.500 | 5.417                        | 36.500 | 6.083                        | 4.000   |
| BSG Chemie Glauchau       | 61.900   | 4.762                        | 19.600 | 3.267                        | 40.500 | 6.750                        | 1.800   |
| BSG Aufbau Großräschen    | 36.400   | 2.800                        | 07.700 | 1.283                        | 27.700 | 4.517                        | 1.000   |

## Sieger der Übergangsrunde
| 1.                               | BSG Fortschritt Meerane |
| Logo der BSG Fortschritt Meerane | Dieter Löschner (13 Spiele / Tore –) in der DDR-Liga Dieter Wohlfahrt (11/–), Gerhard Engelmann (13/–) , Gerhard Kraitzek (13/4) Heinz Thate (13/–), Waldemar Mühlbächer (12/1) Wolfgang Lichtenstein (11/5), Peter Fischer (10/5), Christian Hofmann (9/4), Werner Flehmig (9/3), Manfred Czaja (12/5) Trainer: Fritz Müller |
| Logo der BSG Fortschritt Meerane | außerdem: Rudolf Baumgart (7/–); Alfred Vetterlein (7/–), Wilhelm Engelmann (2/–); Gerhard Markert (4/–), Hans Hofmann (1/–) ohne Einsatz: Luis Götz (TW), Dieter Jäschke |